# Тереза (ТВ серија)
Тереза (шп. Teresa) је мексичка теленовела, продукцијске куће Телевиса, снимана током 2010. и 2011.
У Србији је приказивана током 2010. и 2011. на телевизији Пинк.

## Синопсис
Сви желимо увек више него што имамо, али докле смо спремни да идемо да би постигли оно што желимо?
Тереза је млада девојка заслепљена амбицијом, али неспремна да ради како би се извукла из сиромаштва у коме живи, већ за то бира пут преваре и издаје. Њени родитељи су поднели огромне жртве како би јој обезбедили пристојан живот, међутим Тереза жели више. Њен дечко Маријано је искрено воли и увек ју је подржавао, но она на њега гледа као на марионету, заљубљену будалу која ће увек бити у њеној моћи. Сваки пут ће га презрети како би се посветила другим, богатим мушкарцима, а вратиће му се само кад схвати да се друге девојке, попут њене пријатељице Ауроре, интересују за њега.
Њена прва жртва биће Пауло, најбоља прилика на универзитету где Тереза студира под стипендијом, али када он сазна за њен економски статус, и прозре њене лажи, отказује венчање и жели да је учини својом љубавницом. Кад она то одбија, Пауло је исмева пред свима. Терезина освета га стиже након неког времена, када он умире због дроге.
Касније, Тереза се намерачила на свог професора, Артура де ла Бареру, који ће јој платити студије и заљубити се безнадежно у њу. Тереза успева да убеди Артурову сестру Луису да је родитељи не воле и да је малтретирају, због чега је Луиса води у своју кућу. Тамо кокетира са Артуром и излуђује га. Ипак, његова професионална етика и обећање које је дао њеном оцу, спречавају га да јој изјави љубав док она не заврши студије права и престане да буде само његова ученица.
Када најзад дипломира, поново одбацује Маријана, удаје се за Артура и путује са њим у Европу. Али пре удаје упознаје Фернанда, Луисиног вереника, европског милионера који припада вишој класи. Артуро више није занимљив и Тереза сада има нови циљ - отети дечка својој најбољој пријатељици.
На тај начин, почевши од својих родитеља, Тереза ће сламати срца и уништавати срећу свих који је окружују, не мислећи да ће доћи тренутак када ће јој живот наплатити за све што је учинила.

## Глумачка постава

### Главне улоге
| Глумац:         | Улога:                     |
| --------------- | -------------------------- |
| Анђелик Бојер   | Тереза Чавез Агире         |
| Арон Дијаз      | Маријано Санчез Суарез     |
| Себастијан Руљи | Артуро де ла Барера Асуела |

### Споредне улоге
| Глумац:              | Улога:                    |
| -------------------- | ------------------------- |
| Ана Бренда Контрерас | Аурора Алкасар            |
| Синтија Клитбо       | доња Хуана                |
| Силвија Марискал     | Рефухио Агире де Чавез    |
| Мануел Ландета       | Рубен Касерес Муро        |
| Џесика Сегура        | Роса Чавез Агире          |
| Маргарита Магања     | Аида Касерес              |
| Данијел Аренас       | Фернандо Морено           |
| Фернанда Кастиљо     | Луиса де ла Барера Асуела |
| Фелисија Меркадо     | Хеновева Алба             |
| Хуан Карлос Коломбо  | Армандо Чавез             |
| Алехандро Авила      | Кутберто                  |
| Оскар Бонфиглио      | Ектор Алкасар             |
| Фабиола Кампоманес   | Есперанса Медина          |
| Еухенија Каудуро     | Ванеса Коронел            |
| Мар Контрерас        | Лусија Алварес            |
| Добрина Кристева     | Мајра де Касерес          |
| Тоњо Маури           | Ернан Ледесма             |
| Луис Фернандо Пења   | Џони Медина               |
| Исабела Камил        | Палома Дуењас             |
| Алехандро Нонес      | Пауло                     |
| Хоана Брито          | Начита де Медина          |
| Виљебалдо Лопез      | Педро Медина              |